# 波罗的海自由军团

波罗的海自由军团徽章

波罗的海自由军团是由一战结束后从前线归来的士兵们所组成反共主义的自由军团准军事组织，在波罗的海和魏玛共和国活跃，参与对抗共产主义的运动。

## 1917年：苏俄割让波罗的海
1918年，苏维埃俄国根据《布列斯特-立陶夫斯克條約》将波罗的海地区割让给德国，随后德国政府在爱沙尼亚和拉脱维亚建立占领政权，1918年3月25日还成立了在立陶宛的傀儡政权。巴伐利亚的利奥波德亲王控制下的德国占领当局立场倾向于波罗的海德意志人而非爱沙尼亚人和拉脱维亚人，波罗的海德意志人自13世纪自武力征服此地后一直是库尔兰、利沃尼亚和爱沙尼亚的主导社会、经济和政治的阶级。
1918年3月8日和4月12日，波罗的海德意志人主导的库尔兰地方议会和利沃尼亚、爱沙尼亚、里加和厄塞尔的地方议会宣布独立，分别称为库尔兰公国和波罗的海联合大公国。
这两个国家都宣布自己与普鲁士王国建立了共主邦联，尽管德国政府从未回应和承认这一主张。
1918年9月22日，苏维埃俄国在《布列斯特-利托夫斯克条约》中正式放弃对其前帝国波罗的海省份的所有主权后半年，德皇威廉二世名义上承认波罗的海联合公国是一个主权国家。1918年11月5日，由阿道夫·皮拉尔·冯-皮尔绍男爵领导的波罗的海联合公国临时执政委员会（Regentschaftsrat）在两个地方的地方议会的基础上成立。

## 1918年：德国撤军和红军威胁
根据1918年11月11日的停战协定，德国军队必须按照協約國聯合軍事控制委員會制定的时间从东欧国家撤出其部队。
与其他地方一样，亲布尔什维克的士兵委员会控制着波罗的海地区的许多德国的部队，因此协约国控制委员会坚持要求德国部队留在当地，以防止该地被俄国红军占领。
由拉脱维亚步枪兵领导的红军正向爱沙尼亚和拉脱维亚发起进攻。爱沙尼亚对红军进行了顽强的抵抗，但拒绝要求或接受德国军队的援助。相反，来自芬兰、瑞典和丹麦的斯堪的纳维亚国家派遣士兵来支持他们。爱沙尼亚在这些国家的帮助和英国的海军支持下，经过一年多的战斗，最终战胜红军。
与此同时，拉脱维亚人民委员会（Tautas Padome）于1918年11月18日宣布拉脱维亚从俄国独立。拉脱维亚领导人卡尔利斯·乌尔马尼斯（Kārlis Ulmanis）请求德国自由军团的支持，以协助对抗布尔什维克。
为此，英国观察员休伯特·高夫爵士引了《停战协定》第12条，该条规定，德国军队必须撤离属于前俄罗斯帝国的所有领土，但只有在 "协约国考虑到这些领土的内部条件，认为撤军是可取的时方能撤离。”

## 1919年：“铁旅”
当许多士气低落的德国士兵从拉脱维亚撤退回国时，经验丰富的德国军官约瑟夫·比绍夫（Josef Bischoff）少校组建了一支名为“铁旅”的自由军团部队。
这支部队被部署到里加，用来拖延红军的推进。同时，铁旅从德国招募志愿者，承诺提供土地，提供与布尔什维克主义作斗争的机会，以及其他他们所无法给予的条件吸引志愿者。 这些志愿者与德国第8军和埃塞纳旅的残部一起，被重组为“铁”旅。另外，波罗的海的德意志人和一些拉脱维亚人组成了波罗的海防卫军。分配给这支部队的任务是阻止红军入侵东普鲁士，但其真正的任务是帮助波罗的海德意志人在拉脱维亚重新建立自己的国家或重建在拉脱维亚政治上的主导地位。
起初，铁旅由比绍夫指挥，波罗的海陆军则由有苏格兰血统的德国人阿尔弗雷德·弗莱彻少校指挥。2月下旬，只有利帕亚/利包（Liepāja）海港和周边地区仍然在德国和拉脱维亚军队的手中。1919年3月，铁旅帮助德国残余赢得了一系列对红军的胜利。这些战役的主要的进攻行动是由波罗的海陆军发起的，它首先占领了文茨皮尔斯港，然后向南到里加。 这次进攻是与爱沙尼亚人协调进行的，他们把布尔什维克赶出了拉脱维亚北部。协约国命令德国政府在击败布尔什维克后从波罗的海撤军。德军试图在当地德裔居民的协助下夺取拉脱维亚的控制权。4月16日，他在利帕亚组织了一场政变，拉脱维亚临时国民政府在萨拉托夫号汽船上避难；与此同时，一个由安德里耶夫·尼德拉牧师领导的新的傀儡政府宣告成立。尼德拉牧师是拉脱维亚路德教会的牧师，亲德意志人。
德国政府说服英国推迟德国自由军团的撤离，因为这将给布尔什维克机会。英国在考量到军事形势后退缩了，自由军团继续推进，并在1919年5月23日占领了里加。

## 自由军团与爱沙尼亚和拉脱维亚的冲突

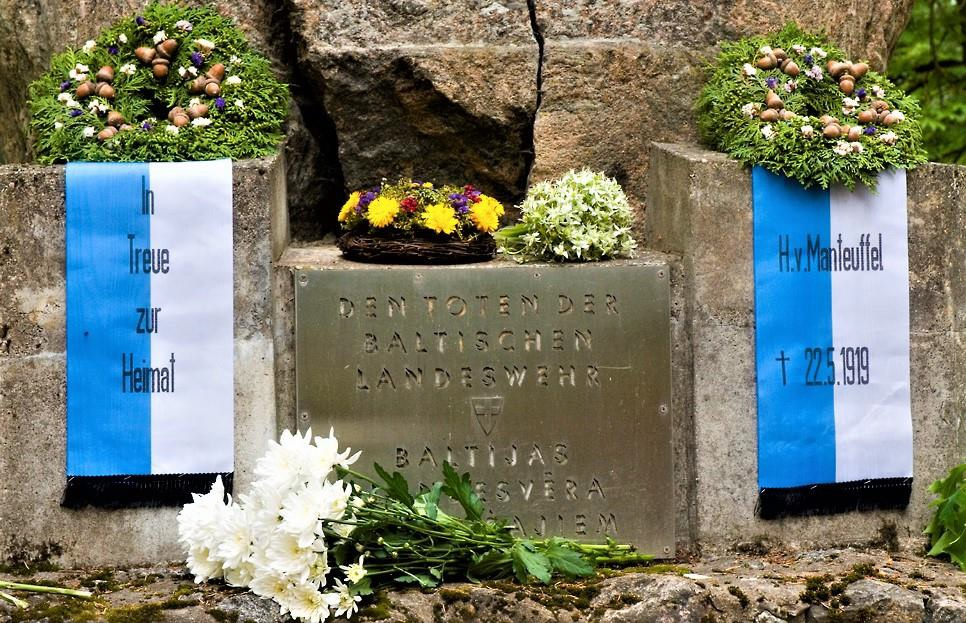
对波罗的海国防军士兵的纪念，里加的森林公墓

占领里加后，自由军团被指控在耶尔加瓦杀害了300名拉脱维亚人，在图库姆斯杀害了200人，在道加夫格里瓦杀害了125人，在里加杀害了3000多人。
随后，拉脱维亚民族主义者转向反对自由军团，并向占领道加瓦河以北拉脱维亚领土的爱沙尼亚部队寻求援助。德军向北向拉脱维亚采西斯（Cēsis）推进。现在，德军的目标显然已经变成了通过消灭爱沙尼亚军队和拉脱维亚军队来建立波罗的海德意志人在波罗的海的霸权，而非抵御布尔什维克。爱沙尼亚指挥官约翰·莱多纳（Johan Laidoner）将军坚持要求德军撤退到高加河以南，还命令爱沙尼亚第3师夺取古尔邦尼火车站。
1919年6月19日，兰德斯韦尔军团和铁旅发起进攻，攻占采西斯。最初，自由军团占领斯特劳普镇，并继续向林巴济镇推进，但爱沙尼亚军队发起反击，将自由军团赶出了该镇。
6月21日，爱沙尼亚军队得到增援，并立即进攻弗莱彻领导的兰德斯韦尔部队，后者被迫从采西斯东北撤走。铁旅从斯特拉普（Straupe）向斯塔尔贝（Stalbe）方向进攻，试图减轻对兰德斯韦尔部队的压力。6月23日上午，德军从里加全面撤退。
协约国再次坚持要求德军从拉脱维亚撤出其剩余的部队，并在7月3日进行干预，在爱沙尼亚、拉脱维亚以及德国国防军和自由军之间实行停战，当时拉脱维亚人和爱沙尼亚人即将进军里加。比绍夫少校从十几支自由军团部队中创建了一个德意志军团，并将这些部队移交给西俄志愿军。铁旅总共转移了14000多人，64架飞机，56门大炮和156挺机枪。六支骑兵部队和一家野战医院也被移交给西俄志愿军。改革后，德军的攻势随后被拉脱维亚军队击败，该军队得到了英国和法国军舰以及爱沙尼亚装甲车的援助。
1919年春天，自由军团将拉脱维亚从红军入侵中拯救出来。然而，自由军团在库尔兰和利沃尼亚建立一个德国主导的国家的目标失败了。许多在波罗的海服役的德国自由军团成员离开拉脱维亚时认为，他们被弗里德里希·艾伯特总统领导的魏玛共和国“刀刺在背”，即在背后被捅了一刀。
数百名波罗的海自由军团的士兵曾计划在拉脱维亚定居，对于那些曾在那里战斗过的人来说，这片土地给他们留下了深刻的印象，他们中的许多人渴望有一天能回到那里。波罗的海自由军团将他们与红军的斗争定性为 "向东方前进"（Drang nach Osten），一些自由军团的部队回到了德国，并计划着他们返回的那一天。
一些自由军团士兵，如奥托·泽尔蒂·戈尔德费尔德，选择留在拉脱维亚，加入拉脱维亚军队并成为公民。
根据历史学家罗伯特·G·L·怀特（Robert G.L. Waite）的说法，从波罗的海的撤退的命令导致自由军团的军纪败坏，许多士兵“完全无序地在乡间狂奔掠夺”。曾在自由军团的恩斯特·冯·萨洛蒙（Ernst von Salomon）的小说中，他们把拉脱维亚人“像兔子一样赶到田野”。他们烧毁房屋，破坏桥梁和电线杆。他们把尸体扔进水井里，然后丢手榴弹去炸。